# Batting average
Batting average (BA, pl. średnia uderzeń) – statystyka w baseballu, softballu i krykiecie. W rozgrywkach baseballowych średnią uderzeń pałkarza liczy się poprzez stosunek liczby uderzeń do liczby pojawienia się na pałce; w krykiecie zaś poprzez stosunek liczby runów zdobytych przez batsmana do liczby jego wyeliminowań.

## BA w baseballu
Średnia odbić w baseballu może przyjmować wartości od 0 do 1. Rekordzistą wszech czasów MLB jest Ty Cobb (lata 1905-28), którego skuteczność wyniosła 0,366. Najlepszy wynik jednego sezonu – od 1901 roku, początku nowożytnej ery baseballu – należy do Rogersa Hornsby'ego (0,424) i został ustanowiony w 1924 roku. Najskuteczniejszy w XXI wieku jest Ichiro Suzuki (0,372, w sezonie 2004).

## BA w krykiecie
Średnia punktów (runów) w krykiecie nie ma maksymalnej wartości. Rekordzistą pod względem średniej uderzeń w meczach testowych jest Australijczyk Donald Bradman, który w 52 występach (lata 1928-48) uzyskał średnio 99,94 punktu.
Jeśli zawodnik nie został jeszcze wyautowany, nie można wyliczyć jego średniej. Zazwyczaj nie klasyfikuje się go wtedy na listach statystycznych uwzględniających ten parametr.